# Barvidsyssel
Barvidsyssel var i middelalderen det syssel, der lå i den nordlige del af Hertugdømmet Slesvig, gik tværs over Jylland, fra syd for Haderslev Næs og mod vest til Vadehavet. De 14 jyske sysler havde både politiske, kirkelige og juridiske opgaver, og var underinddelt i herreder.

## Herreder i Barvidsyssel
- Tyrstrup Herred,
- Gram Herred (østlige halvdel),
- Haderslev Herred.
- Frøs Herred

De 8 sogne syd for Kolding Fjord, som ved fredsforhandlingerne i 1864 blev udvekslet med de kongerigske enklaver langs Sønderjyllands vestkyst, omfatter de sydjyske sogne Hejls, Taps, Ødis, Vonsild, Dalby, Sønder Stenderup, Vejstrup og Sønder Bjert, og blev til Nørre Tyrstrup Herred.

## Skamlingsbanken
Skamlingsbanken, beliggende i den kongeriske del sønderjyske område (efter 1864) og den gamle dansk-tyske landegrænse, er det nationale samlingssted for de danske sønderjyder, (mens Knivsbjerg nord for Aabenraa er de tyske sønderjyders samlingspunkt). Skamlingen er 113 meter høj og det højeste punkt syd for aksen Esbjerg-Kolding, det højeste i Barvidsyssel. I 1840'erne blev der afholdt to meget markante folkemøder til støtte for de dansksindede sønderjyder. Skamlingsbanken er sammen med Dybbøl Banke (ved Sønderborg) de vigtigste samlingspunkter for sønderjyderne.